# Нерчуган
Нерчуга́н — река в Забайкальском крае России, левый приток реки Нерчи. Длина реки — 237 км, площадь водосборного бассейна — 4490 км².
Река берёт начало на юго-восточном склоне Муройского хребта. По руслу реки проходит административная граница Тунгокоченского района с Могочинским районом (в верхнем течении) и Чернышевским районом (в среднем течении).

## Данные водного реестра
По данным государственного водного реестра России относится к Амурскому бассейновому округу, речной бассейн реки Амур, речной подбассейн реки — Шилка (российская часть бассейна), водохозяйственный участок реки — Шилка.
Код объекта в государственном водном реестре — 20030100412118100013282.